# Carlos Emiliano Pereira
Carlos Emiliano Pereira, genannt Carlinhos, (* 29. November 1986 in Piripiri) ist ein ehemaliger brasilianischer Fußballspieler. Der spielstarke Fuß des linken Abwehrspielers, der auch im linken Mittelfeld eingesetzt wird, war der Linke.

## Karriere
Carlinhos begann seine Laufbahn im Nachwuchsbereich des 4 de Julho EC. Nach mehreren Wechseln in unterklassigen Klubs kam er 2009 zum ADRC Icasa. Mit diesem bestritt der Spieler 2010 sein erstes Ligaspiel als Profi. Am 15. Mai wurde Carlinhos im Spiel gegen den Vila Nova FC in der 63. Minute eingewechselt. In derselben Saison erzielte er am 14. Juli sein erstes Ligator gegen Paraná Clube. 2013 wechselte der Spieler zum Coritiba FC in die Série A. Nach dem Austragen der Staatsmeisterschaft 2017 und dem Gewinn dieser, wurde Carlinhos für die Saison 2017 an den Goiás EC ausgeliehen. Mit diesem trat er in der Série B an. Am Ende der Leihe endete auch der Vertrag mit Coritiba und Carlinhos wechselte Anfang 2018 ablösefrei zum América Mineiro. Mit diesem bestritt der Spieler 27 Spiele in der Série A 2018. Am Saisonende wurde der Klub 18. (von 20.) und musste in die Série B absteigen. Carlinhos blieb durch einen Wechsel zum Fortaleza EC, dem Meister der Série B 2018 und Aufsteiger in die Série A 2019, aber der Série A erhalten. Der Vertrag erhielt eine Laufzeit bis Ende 2020. Nach einer zwischenzeitlichen Vertragsverlängerung, wurde Carlinhos Anfang September 2021 an den Botafogo FR ausgeliehen. Im Zuge des Titelgewinns der Série B 2021 trat Carlinhos in 16 Spielen (ein Tor) an.
Im November 2021 wurde bekannt, dass Carlinhos fest zu Botafogo wechselt. Der Kontrakt wurde befristet bis zum Ende der Staatsmeisterschaft von Rio de Janeiro 2022 im April. Nachdem er sich am 3. Februar im Heimspiel gegen den Madureira EC wegen einer Knieverletzung ausgewechselt werden musste, fiel Carlinhos für den Rest des Wettbewerbs aus. Am 6. April 2022 wurde sein Vertrag bis zum Ende des Jahres verlängert. Das brasilianische Arbeitsrecht sah vor, dass Spieler mit einer Verletzung nicht entlassen werden dürfen. Im November des Jahres gab der Klub bekannt, dass der Spieler keinen neuen Vertrag erhalten würde.

## Erfolge
4 de Julho
- Staatsmeisterschaft von Piauí zweite Liga: 2005

Picos
- Staatsmeisterschaft von Piauí zweite Liga: 2007

Barras
- Staatsmeisterschaft von Piauí: 2008

Icasa
- Copa Integração: 2009
- Staatsmeisterschaft von Ceará zweite Liga: 2010

Coritiba
- Staatsmeisterschaft von Paraná: 2017

Fortaleza
- Copa do Nordeste: 2019
- Staatsmeisterschaft von Ceará: 2019, 2020

Botafogo
- Série B: Série B 2021